# Alma Mathijsen
Alma Rosa Jeannetta Mathijsen (Amsterdam, 16 oktober 1984) is een Nederlands schrijfster.
Mathijsen, dochter van Marita Verkooijen en Hub Mathijsen, studeerde aan de Gerrit Rietveld Academie. Daarvoor schreef ze columns in het online jongerenmagazine Spunk. In Het Parool schreef ze iedere week met Fanny van de Reijt in de zaterdagbijlage. Sinds 2008 schrijft ze voor nrc.next en NRC Handelsblad.
In maart 2006 verscheen bij Prometheus haar verhalenbundel Binnen spelen, waarin ze seks heeft met dertien publieke figuren. Haar eerste roman, Alles is Carmen, verscheen in september 2011 bij De Bezige Bij. Haar tweede roman, De grote goede dingen over het leven van haar vader, verscheen in 2014. De roman Vergeet de meisjes verscheen in 2017 en werd genomineerd voor de BNG BANK Literatuurprijs en verkozen tot de Best Verzorgde Boeken 2017. Samen met haar moeder Marita Mathijsen schreef ze het essay voor de Maand van de Geschiedenis 2019 met als thema zij/hij, getiteld Niet schrikken mama.  De novelle Ik wil geen hond zijn verscheen in 2019 ter ere van het 75-jarig bestaan van De Bezige Bij. In 2020 kwam Bewaar de zomer uit, een autobiografische roman waarin Mathijsen reflecteert op verlies, volwassen worden, taal en liefde. Het boek werd genomineerd voor de Libris Literatuur Prijs. Voor de roman Onderland (2024) trok ze met negen mensen op, die net als zijzelf seksueel misbruik hebben meegemaakt. 
Mathijsen presenteerde het VPRO-programma Villa Live.

### Bestseller 60
| Boeken met noteringen in de Nederlandse Bestseller 60 | Jaar van verschijnen | Datum van binnenkomst | Hoogste positie | Aantal weken | Opmerkingen                          |
| ----------------------------------------------------- | -------------------- | --------------------- | --------------- | ------------ | ------------------------------------ |
| Niet schrikken mama                                   | 2019                 | 09-10-2019            | 34              | 4            | in samenwerking met Marita Mathijsen |